# Elaphoidella africana
Elaphoidella africana is een eenoogkreeftjessoort uit de familie van de Canthocamptidae. De wetenschappelijke naam van de soort is voor het eerst geldig gepubliceerd in 1994 door Cottarelli & Bruno.